# No me corten el pelo
No me corten el pelo é um álbum de estúdio da boy band porto-riquenha Menudo, lançado em 1990. Faziam parte do quinteto os integrantes: Sergio Gonzalez, Rubén Gómez, Robert Avellanet, Rawy Torres, e o novo membro Adrián Olivares, que entrou após César Abreu deixar o grupo.

## Divulgação
Eventos ocorridos no entorno do lançamento e divulgação do trabalho representaram uma crise significativa na história do Menudo. Em novembro de 1990, Gonzalez e Gómez foram detidos no Aeroporto de Miami por posse de maconha e, por isso, expulsos do grupo poucos dias antes do lançamento do álbum em 1º de dezembro. A administração rapidamente substituiu ambos por Edward Aguilera e Jonathan Montenegro, formando uma nova linha composta por Robert, Rawy, Adrian, Edward e Jonathan.
Meses depois, em 6 de abril de 1991, uma nova crise ocorreu: Avellanet, Torres, Aguilera e Montenegro anunciaram sua saída do grupo devido a abusos físicos, psicológicos e emocionais. Embora Edgardo Díaz, empresário do Menudo, tenha negado as alegações, a administração resolveu os substituir pelos novos membros: Alexis Grullón, Abel Talamántez, Andy Blázquez e Ashley Ruiz, em uma tentativa de reestabilizar o grupo.

## Desempenho comercial
Comercialmente, apesar dos incidentes, o álbum foi um sucesso. Segundo a revista Cashbox, o quinteto registrou vendas significativas com o disco, depois de períodos com vendas baixas em sua discografia. Nos Estados Unidos, atingiu a 22ª posição na lista Latin Pop Albums da revista Billboard. Em Porto Rico, chegou ao 15º lugar na parada de álbuns latinos da Cashbox.

## Recepção crítica
Em relação as resenhas dos críticos especializados em música, o site AllMusic avaliou com três estrelas entre cinco, embora não tenha escrito texto justificando a nota.

## Lista de faixas
- Créditos adaptados do CD No me corten el pelo, de 1990.[14]

| N.º | Título                     | Compositor(es)                  | Cantor(es)       | Duração |  |
| 1.  | "No me corten el pelo"     | Juan Carlos Perez Soto          | Robert Avellanet | 3:23    |  |
| 2.  | "Necesito hablar con ella" | Carlos Villa e Alejandro Monroy | Sergio Blass     | 3:23    |  |
| 3.  | "Solamente tú"             | Juan Carlos Perez Soto          | Rawy Torres      | 3:32    |  |
| 4.  | "Solo en la madrugada"     | Carlos Lara                     | Adrian Olivares  | 3:13    |  |
| 5.  | "Tú, simplemente tú"       | Fernando Osorio                 | Ruben Gomez      | 3:11    |  |
| 6.  | "Grito en la oscuridad"    | Carlos Lara                     | Adrian Olivares  | 3:49    |  |
| 7.  | "Te recordaré"             | Jesus Monarrez                  | Robert Avellanet | 3:40    |  |
| 8.  | "Mi banda me traicionó"    | Carlos Villa e Alejandro Monroy | Sergio Blass     | 2:49    |  |
| 9.  | "Menudamente solos"        | Juan Carlos Perez Soto          | Ruben Gomez      | 3:11    |  |
| 10. | "Baila"                    | Carlos Lara                     | Rawy Torres      | 3:24    |  |

## Tabelas

### Tabelas semanais
| Tabela musical (1990)                       | Melhor posição |
| ------------------------------------------- | -------------- |
| Estados Unidos (Billboard Latin Pop Albums) | 22             |
| Porto Rico (Cashbox Puerto Rico Latin LPs)  | 15             |